# Apporto termico specifico
In saldatura, l'apporto termico specifico è l'energia introdotta nel bagno di saldatura per unità di lunghezza, quindi viene misurato in J/m (joule per metro) o, più spesso, in J/cm (joule per centimetro).
Data la sua definizione, l'apporto termico specifico (H) viene calcolato come:
{\displaystyle H=P/v}
Dove P è la potenza della sorgente usata per saldare e v la velocità di avanzamento della sorgente stessa.
Nel caso di saldatura ad arco si usa la formula (equivalente)
{\displaystyle H=\eta VI/v}
Dove V è la tensione d'arco (volt), I è la corrente d'arco (ampére) ed η è l'efficienza di trasferimento termico fra l'arco ed il bagno di saldatura. Generalmente l'apporto termico viene utilizzato per confrontare fra loro condizioni di saldatura simili, in questi casi il parametro η è considerato costante, quindi ignorato nei rapporti fra gli apporti termici. Invece tale parametro, comunque di non facile determinazione, deve essere valutato nel caso si stiano determinando in modo quantitativo gli effetti sul materiale di una ben precisa saldatura.
L'apporto termico specifico in saldatura determina la velocità di raffreddamento del materiale saldato, quindi le trasformazioni di fase subite dal materiale nel corso del raffreddamento ed il campo di sollecitazioni residue dopo l'operazione di saldatura.